# Venceslaus Thommendorf

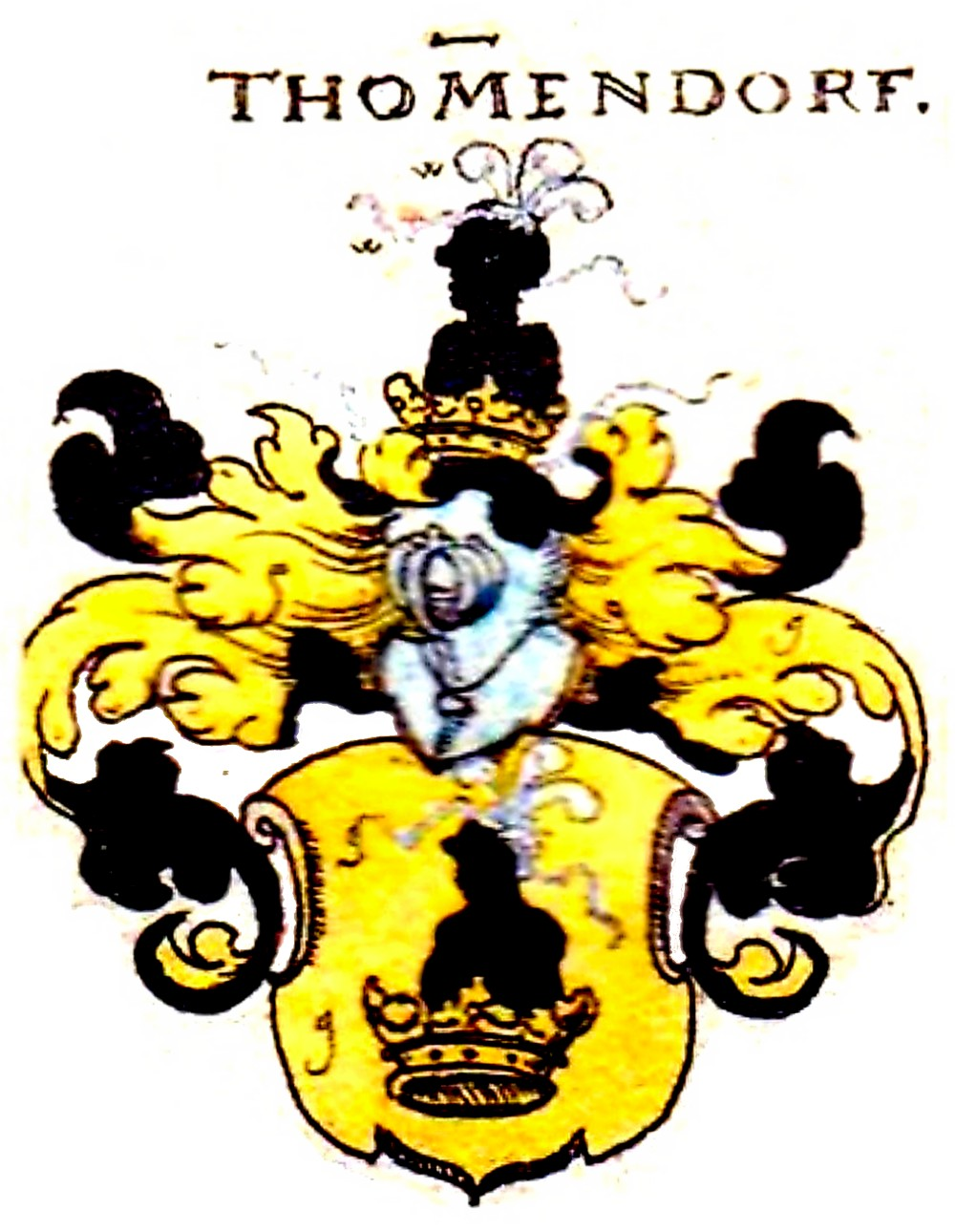
Wappen der Thommendorf

Venceslaus Thommendorf, auch Wenzel Thommendorf (* um 1460; † 11. April 1522), war Bürgermeister, Schöffe und Chronist von Schweidnitz.

## Leben
Er war Angehöriger des Schweidnitzer Patriziergeschlechts Thommendorf. Möglicherweise war er ein Sohn von Nikolaus Thommendorf († 22. Januar 1482). Laut seinen Aufzeichnungen starben seine Geschwister Andreas und Barbara 1483 an der Pest. Als jüngster Sohn der Familie war er ursprünglich für den geistlichen Stand bestimmt. Eine Urkunde nennt ihn als Kleriker der Diözese Breslau. 1481 bestätigte ihm Bischof Rudolf von Rüdesheim die Übertragung einer Altarstiftung in der Löwenkapelle der Pfarrkirche von Schweidnitz. Die Einkünfte daraus sollten vor allem sein weiterführendes Theologiestudium finanzieren. Nach dem Tode seines Vaters legte er jedoch sein geistliches Amt nieder: „unter Verzicht auf seinen Altar der Braut Christi den Dienst aufzukündigen, um mit einer Irdischen sein Heil zu versuchen“. Darauf heiratete er am 20. Januar 1483 Hedwig von Krickaw. 1484 wurde er Schöffe, 1585 königlicher Mannrechtsbeisitzer und 1486 Bürgermeister. Den Aufzeichnungen der Pfarrkirche von Schweidnitz zufolge inspizierte er 1496 als Schöffe die Kirchengeräte. Bekanntheit erlangte er vor allem durch seine Familienchronik, die einen wertvollen Einblick in das Alltag des 15. und 16. Jahrhunderts gewährt. Das Original befand sich bis 1945 im Staatsarchiv Breslau und gilt seit dem Ende des Zweiten Weltkriegs als verschollen. Nach seinem Tod führte sein Sohn Hieronymus Thommendorf die Familienchronik fort. 1530 bekleidete dieser das Amt des Kretschmer-Meisters, 1531 des Schöffen und des königlich-böhmischen Mannrechtsbeisitzers, 1541 unterer, sowie 1542 als zweiter Ratsherr bzw. Vizebürgermeister. Auf dem Epitaph seines Vaters steht die Inschrift:

„Anno a Christi unici mediatoris ac servatoris nostri nativitate MDXXI IV Id. Aprilis mortem obiit Wencesl. Thommendorf, vir de republica bene meritus justitiaeque amantissimus ae nulli sui ordinis prudentia sapientiaque secundus, adeo ut civis integerrimi atque incomparabilis, patriae denique parentis titulum optimo jure sibi vindicare potuerit“

## Nachkommen

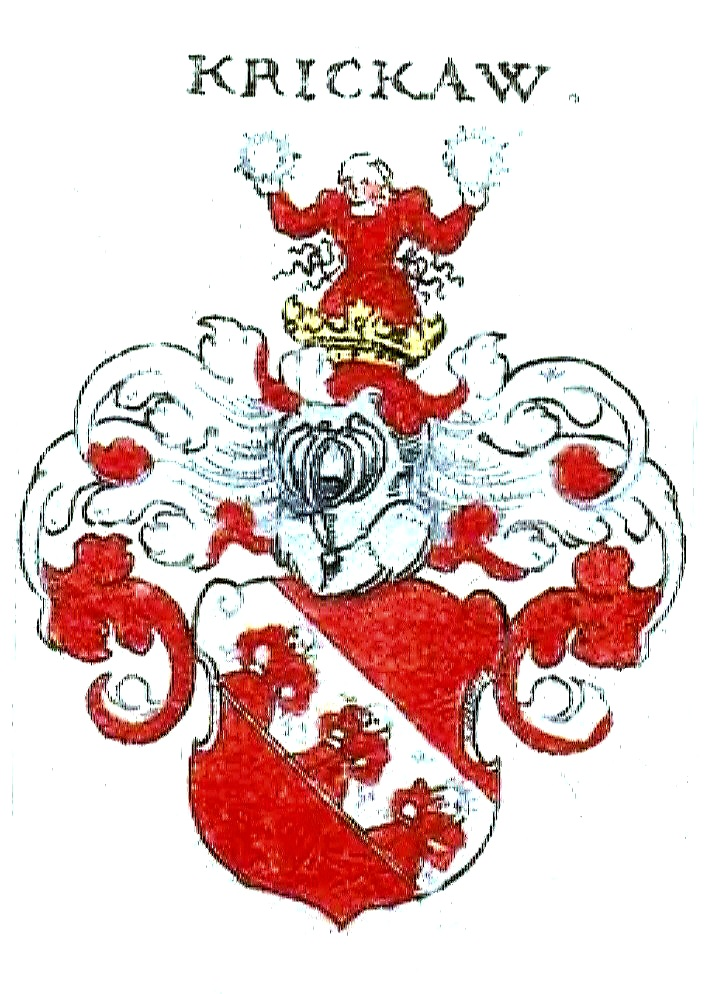
Wappen derer von Krickaw

Venceslaus Thommendorf heiratete am 20. Januar 1483 in Breslau Hedwig, Tochter des Peter von Krickaw, aus einem alten und angesehenen schlesischen Geschlecht. Aus der Ehe gingen folgende Kinder hervor:
1. Hedwig Thommendorf (1485–1554), ⚭ NN von Schwobersdorff
2. Sebastian Thommendorf (1488–1526), 1494 Schüler, 1503 Student in Krakau, 1506 Bakkalaureus, starb als Doktor med. in Krumman
3. Margaretha Thommendorf (1490–1491)
4. Hieronymus Thommendorf (1492–1493)
5. Margaretha Thommendorf (1498–1522), ⚭ 1519 Günther Stenzel
6. Regina Thommendorf (1501–1509)
7. Hieronymus Thommendorf (* 1504), Chronist, Schöffe, Vizebürgermeister, ⚭ Agnes Schmidtgen